# ATP Buenos Aires 1969
L'ATP Buenos Aires 1969 è stato un torneo di tennis giocato sulla terra rossa. È stata la 40ª edizione del torneo. Si è giocato a Buenos Aires in Argentina dall'11 novembre 1969.

## Campioni

### Singolare maschile
François Jauffret ha battuto in finale  Željko Franulović con il punteggio di 3–6, 6–2, 6–4, 6–3

### Doppio maschile
Patricio Cornejo /  Jaime Fillol hanno battuto in finale  Roy Emerson /  Frew McMillan con il punteggio di 6–3, 9–7, 9–7